# Henry Bradwardine Jackson

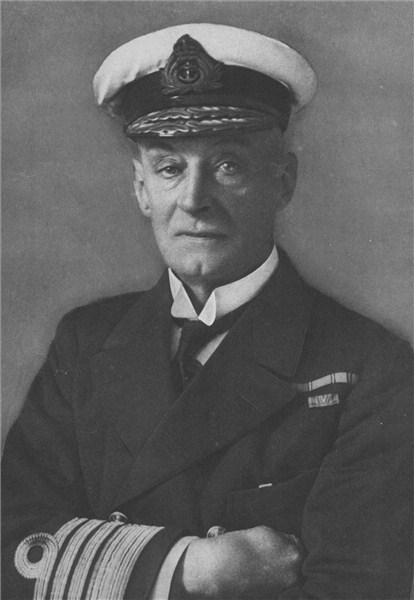
Sir Henry Jackson, 1915

Sir Henry Bradwardine Jackson GCB KCVO FRS (* 21. Januar 1855 in Barnsley, South Yorkshire; † 14. Dezember 1929 auf Hayling Island, Hampshire) war ein britischer Admiral of the Fleet, der auf dem Gebiet der Radiotelegrafie mit Guglielmo Marconi zusammenarbeitete.

## Biografie
Jackson entstammte ärmlichen Verhältnissen und trat nach dem Besuch der Stubbington House School in Fareham als Dreizehnjähriger 1868 in die Royal Navy ein. Nachdem er 1879 im Zulukrieg diente, entwickelte er ein Interesse für die Mechanik von Torpedos. Später leitete er einige der ersten Experimente auf dem Gebiet der Radiotelegrafie und seine Anwendung für die Navigation. Dabei gelang ihm die Installation einer Radioeinheit auf der HMS Defiance und das Senden einer Radioübertragung über die Länge des Schiffes.
1896 war er in der Lage Radiosignale über die Entfernung von mehreren hundert Metern zu senden. 1897 wurde er zum Kapitän zur See befördert und zur Teilnahme an einer Konferenz entsandt, auf der er den Pionier der Telekommunikation Guglielmo Marconi traf. In der Folgezeit arbeiteten sie zusammen und erhielten 1900 Haushaltsmittel zur Installation von Radiotelegrafiesystemen auf den Schiffen der Royal Navy. Für seine wissenschaftlichen Leistungen wurde er 1901 Fellow der Royal Society.
Danach übernahm er zunehmend wichtigere Aufgaben innerhalb der Führung der Royal Nay und war zunächst zwischen 1905 und 1908 Dritter Seelord und Controller of the Navy sowie von 1911 bis 1915 Direktor des Royal Naval War College in Portsmouth.
Im Anschluss hatte er während des Ersten Weltkrieges von 1915 bis 1916 als Nachfolger von John Fisher, 1. Baron Fisher als Erster Seelord die ranghöchste Dienststellung in der Royal Navy inne. Sein Ansehen erlitt jedoch Schaden, nachdem Kreuzer der Kaiserlichen Marine den Ärmelkanal erreichten. Nach seiner Ablösung durch John Jellicoe, 1. Earl Jellicoe war er danach zwischen 1916 und 1917 als Nachfolger von Lewis Bayly Direktor des Royal Naval War College in Greenwich.
Im letzten Jahr des Ersten Weltkrieges wurde er 1917 Aide-de-camp von König Georg V. und bekleidete diese Funktion bis 1919. Zuletzt wurde er 1920 Vorsitzender der Radioforschungsbehörde der Marine und trat für Verbreitung von kabellosen Übertragungsverfahren ein. 1924 wurde er als Admiral of the Fleet in den Ruhestand verabschiedet.
Zuletzt war er von 1926 bis zu seinem Tode Mitglied des Britischen Nationalkomitees für Radiotelegrafie. Zu Beginn dieser Amtszeit wurde ihm 1926 die Hughes-Medaille verliehen, eine von der Royal Society verliehene Auszeichnung für originäre Entdeckungen auf dem Gebiet der Physik, insbesondere auf dem Gebiet des Elektromagnetismus und seiner Anwendungen.
Henry Hughes wurde mehrfach ausgezeichnet. Er wurde 1906 als Knight Commander des Royal Victorian Order in den persönlichen Adelsstand aufgenommen und führte den Namenszusatz „Sir“. 1910 wurde er als Knight Commander und 1916 Knight Grand Cross des Bathordens. Neben der Ritterwürde der französischen Ehrenlegion erhielt er zudem 1909 sowohl den japanischen Orden der aufgehenden Sonne als auch den russischen Orden des Weißen Adlers.